# Larcasia assamica
Larcasia assamica är en nattsländeart som beskrevs av Schmid 1965. Larcasia assamica ingår i släktet Larcasia och familjen grusrörsnattsländor. Inga underarter finns listade i Catalogue of Life.